# 湯·德利
湯·德利（英語：Thomas Dale DeLay，1947年4月8日—）是美国一位已退休的政治家，所屬政黨是共和黨。從1985年至2006年他擔任來自德克薩斯州第二十二國會選區的聯邦眾議員。2003年至2005年，他擔任眾議院多數黨領袖。